# Schoolboy Crush
Schoolboy Crush è un film pornografico gay del 2004 diretto da Bryan Kocis sotto il nome d'arte di Bryan Phillips.

## Controversie
Il film è oggetto di una controversia perché uno dei quattro film della Cobra Video interpretati da Brent Corrigan quando non era ancora maggiorenne.
Il 13 settembre 2005 venne reso noto che la Cobra era a conoscenza dell'età di Corrigan. La Cobra negò tutto e provvide a fornire, come richiesto dalla legge, i documenti di Corrigan che lo davano nato nel 1985.
Il regista intentò una causa contro la Cobra e tutti i quattro film (gli altri sono Every Poolboy's Dream (2004), Bareboned Twinks (2005) e Casting Couch 4 (2005)) furono ritirati dal mercato.
La disputa contrattuale riemerse quando Bryan Kocis (vero nome del regista) venne trovato morto dopo lo scoppio di un incendio nella sua casa di Dallas Township, in Pennsylvania. Le indagini del medico legale scoprirono che Kocis era già morto quando venne appiccato l'incendio, accoltellato numerose volte e con la gola tagliata. Harlow Cuadra e Joseph Kerekes furono arrestati, processati e condannati per il suo omicidio. Durante il processo è emerso che Corrigan era costretto da un contratto ad avere rapporti sessuali dietro compenso da parte della Cobra Video. Corrigan fu anche testimone durante il processo.